# Lijst van rijksmonumenten in Elburg (gemeente)
De gemeente Elburg telt 331 inschrijvingen in het rijksmonumentenregister, hieronder een overzicht. 

## 't Harde
De plaats 't Harde telt 26 inschrijvingen in het rijksmonumentenregister. Zie Lijst van rijksmonumenten in 't Harde voor een overzicht.

## Doornspijk
De plaats Doornspijk telt 12 inschrijvingen in het rijksmonumentenregister. Zie Lijst van rijksmonumenten in Doornspijk voor een overzicht.

## Elburg
De stad Elburg telt 289 inschrijvingen in het rijksmonumentenregister. Zie Lijst van rijksmonumenten in Elburg (plaats) voor een overzicht.

## Oostendorp
Het dorp Oostendorp telt 3 inschrijvingen in het rijksmonumentenregister.
| Object | Oorspronkelijke functie?  | Bouwjaar | Architect | Locatie                    | Coördinaten?                  | Nr.?  | Afbeelding        |
| --- | ------------------------- | -------- | --------- | -------------------------- | ----------------------------- | ----- | ----------------- |
| Boerderij-complex: bestaande uit: boerderij van het middenlangsdeeltype, opgetrokken in baksteen en onder met riet gedekt wolfdak, waarvan de dakvoet bij het schuurgedeelte lager ligt dan bij het woongedeelte | Boerderij                 | 1876     |           | Honingsveldweg 10          | 52° 26' 38" NB, 5° 51' 20" OL | 14943 | Meer afbeeldingen |
| De Tijd | Industrie- en poldermolen | 1854     |           | Zuiderzeestraatweg Oost 18 | 52° 26' 35" NB, 5° 51' 21" OL | 14945 | Meer afbeeldingen |
| Koetshuis met in- en uitgezwenkte gevel | Opslag                    | 19e eeuw |           | Zuiderzeestraatweg Oost 63 | 52° 26' 30" NB, 5° 50' 43" OL | 14946 | Upload foto       |

## Wessinge
De buurtschap Wessinge telt 1 inschrijving in het rijksmonumentenregister.
| Object                      | Oorspronkelijke functie? | Bouwjaar              | Architect | Locatie           | Coördinaten?                 | Nr.?  | Afbeelding        |
| --------------------------- | ------------------------ | --------------------- | --------- | ----------------- | ---------------------------- | ----- | ----------------- |
| Hoeve onder rieten zadeldak | Boerderij                | eerste kwart 19e eeuw |           | Schootbruggeweg 1 | 52° 24' 5" NB, 5° 49' 51" OL | 14923 | Meer afbeeldingen |

Aalten ·
Apeldoorn ·
Arnhem ·
Barneveld ·
Berg en Dal ·
Berkelland ·
Beuningen ·
Bronckhorst ·
Brummen ·
Buren ·
Culemborg ·
Doesburg ·
Doetinchem ·
Druten ·
Duiven ·
Ede ·
Elburg ·
Epe ·
Ermelo ·
Harderwijk ·
Hattem ·
Heerde ·
Heumen ·
Lingewaard ·
Lochem ·
Maasdriel ·
Montferland ·
Neder-Betuwe ·
Nijkerk ·
Nijmegen ·
Nunspeet ·
Oldebroek ·
Oost Gelre ·
Oude IJsselstreek ·
Overbetuwe ·
Putten ·
Renkum ·
Rheden ·
Rozendaal ·
Scherpenzeel ·
Tiel ·
Voorst ·
Wageningen ·
West Betuwe ·
West Maas en Waal ·
Westervoort ·
Wijchen ·
Winterswijk ·
Zaltbommel ·
Zevenaar ·
Zutphen